# Jewgeni Alexandrowitsch Iwanuschkin
Jewgeni Alexandrowitsch Iwanuschkin (russisch Евгений Александрович Иванушкин; * 26. Juli 1979 in Krasnoturjinsk, Oblast Swerdlowsk) ist ein russischer Bandyspieler der derzeit für Dynamo Moskau und die russische Nationalmannschaft aufläuft.
Seine bisherigen Stationen waren die Vereine Majak (1995 bis 2001), Sibskana (2001 bis 2004), Wodnik Archangelsk (2004/05) und seit 2005 Dynamo Moskau. Mit Wodnik wurde er 2005 erstmals russischer Meister. Bei Dynamo Moskau folgten anschließend bis 2010 fünf weitere Titel in Folge. Nach einer Vizemeisterschaft 2011 folgten 2012 und 2013 zwei weitere Titel.
Bei der Weltmeisterschaft 2009 in Schweden wurde er mit 14 Toren zusammen mit dem Schweden Joakim Hedqvist Torschützenkönig. Am Ende gewann Russland nach einer 1:6-Niederlage im Finale gegen Schweden die Silbermedaille. Weltmeister wurde er 2006, 2007, 2008, 2013 und 2014.